# آيفون أو إس 2
آيفون أو إس 2 (بالإنجليزية: iPhone OS 2)‏ هو الإصدار التاني من إصدارات الآي أو إس. وقد كان نظام التشغيل آي أو إس 2.2.1 النسخة النهائية من نظام التشغيل فون 2. أصبح نظام تشغيل أو إس 2.0 متاحاً في 11 تموز 2008 مع إصدار آي فون 3 جي. تم إضافة برنامج آب ستور، الذي مكّن المستخدمين من شراء التطبيقات.